# Reedsville (Wirginia Zachodnia)
Reedsville – miasto w Stanach Zjednoczonych, w stanie Wirginia Zachodnia, w hrabstwie Preston.